# Francisco Ramonet
Francisco Ramonet Xaraba del Castillo [también aparece como  Jaraba y Xarava] (Valladolid, junio de 1774 - Madrid, c., 1844) fue un político liberal y militar español, que alcanzó a ser ministro durante el séptimo gabinete de la regencia de María Cristina en nombre de su hija, Isabell II, así como Mariscal de Campo.
Hijo de una familia vallisoletana de tradición militar, se casó en 1820 con María Jesús Núñez de Prado, natural de la provincia de Sevilla y con considerables propiedades agrícolas y ganaderas. Tuvo dos hijos, de los que el varón siguió la carrera militar.
Ingresó en el ejército en 1793 y alcanzó el grado de teniente coronel de caballería poco antes de iniciarse la ocupación francesa y la Guerra de la Independencia, donde participó activamente en Andalucía. Durante el conflicto alcanzó el grado de coronel. Llegó a ser comandante en jefe de la caballería del sexto ejército español. Su actividad política se inicia como diputado a Cortes por Valladolid (1820-1822) hasta su nombramiento como jefe político en la provincia de Sevilla. En este tiempo se produjo la entrada en España de los Cien Mil Hijos de San Luis y, ya como brigadier, se unió a los constitucionalistas dentro del Tercer Ejército. Con el fracaso del Trienio Liberal y el restablecimiento del absolutismo por Fernando VII (1823), permaneció preso unos años y separado del ejército.
En 1833 ascendió a mariscal de campo y fue condecorado con la Gran Cruz de San Hermenegildo. Fallecido Fernando VII, fue nombrado miembro del Tribunal Supremo de Guerra y Marina. Gracias a su lealtad a María Cristina e Isabel II frente a las pretensiones de los carlistas  que reclamaban el trono, ocupó el puesto de ministro de Guerra en sustitución de Ignacio Balanzat d'Orvay y Briones y bajo la presidencia de Eusebio Bardají Azara durante el séptimo gabinete de la regencia (finales de 1837). Finalmente fue elegido senador por Valladolid (1837-1838, 1838-1839, 1839, 1840).
Tradujo del francés y publicó en 1833 la obra de Antoine-Henri Jomini, Descripción analítica de las combinaciones más importantes de la guerra, y de su relación con la política de los Estados ; para que sirva de introducción al tratado de las grandes operaciones militares.